# Partido Obrero Revolucionario–Combate
El Partido Obrero Revolucionario-Combate (POR-C) era un pequeño partido político Trotskista en Bolivia. Fue establecido en 1957 por un cuadro disidente que se quiso agrupar después de una ruptura con el Partido Obrero Revolucionario.
El partido fue dirigido por Hugo Gonzáles Moscoso.

## Historia
En 1980 el POR-C se alió con  Partido Revolucionario del Nacionalista y su candidato Juan Lechín Oquendo. El partido clama estar en contra del «entreguismo» y la violenta represión hacia la clase obrera e indígena, dejando como únicos beneficiarios a «empresas fantasmas, el control y las ganancias queda para los empresarios yanquis», además de proponer acciones para mitigar la pobreza y la desigualdad del país.
En 1984, el POR-C se fusiona con el Partido de la Vanguardia de los Trabajadores para formar el partido Partido Obrero Revolucionario-Unificado, fue un partido subordinado al Secretariado Unificado. Guillermo Lora, para las elecciones generales de 1985 fue candidato del POR que tiene como periódico "MASAS".